# Объединённое кредитное бюро
Объединённое Кредитное Бюро (ОКБ) — одно из крупнейших бюро кредитных историй России. Головной офис бюро расположен в Москве.

## История
В 2004 году с принятием в России Федерального закона «О кредитных историях» международной компанией «Experian» и российской группой «Интерфакс» было организовано бюро кредитных историй «Экспириан-Интерфакс». Обоим учредителям принадлежало по 50 % акций. Сбербанк, Национальный резервный банк, Межрегиональный инвестиционный банк и группа «Русагро» в 2005 году организовали бюро кредитных историй «Инфокредит», при этом Сбербанку принадлежали 50 % акций бюро, а НРБ — 20 % акций.

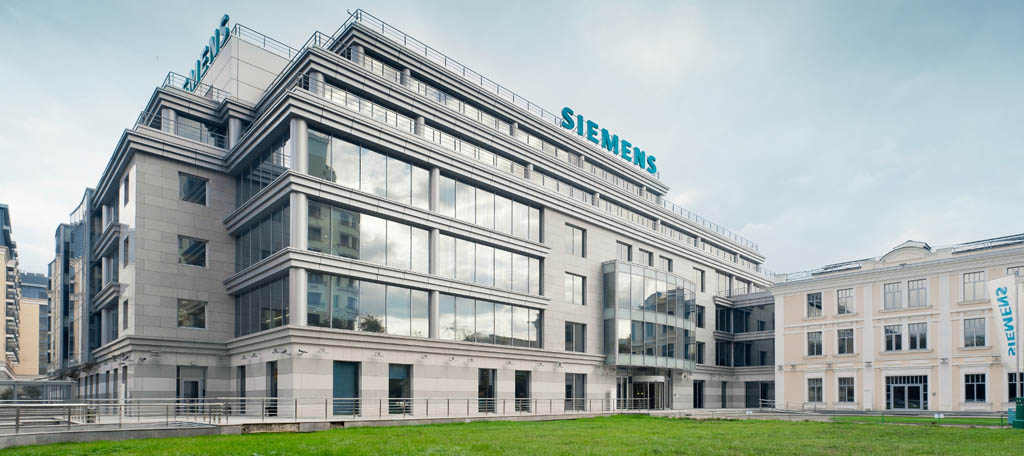
Здание на Большой Татарской улице д. 9 в Москве, в котором до 2023 года находился головной офис компании

В 2006 году бюро начало присваивать скоринговые баллы для оценки благонадежности заемщика на основе данных из его кредитной истории. В 2009 Сбербанк приобрёл 50 % акций «Экспириан-Интерфакс», после чего был запущен процесс объединения двух бюро, принадлежащих банку. В 2010 база «Инфокредита» была присоединена к «Экспириан-Интерфаксу», в 2011—2012 годах бюро «Экспириан-Интерфакс» было переименовано в «Объединённое кредитное бюро», «Инфокредит» было ликвидировано, а процесс объединения был полностью завершён.
В 2012 году запущен сервис «Триггеры» для отслеживания изменений в кредитной истории заемщика. В 2013 году запущен сервис IDV для онлайн идентификации клиентов, позволяющий кредитным организациям быть уверенными в том, что клиент, подающий заявление через интернет-сайт или в отделении, действительно является тем, за кого себя выдает.

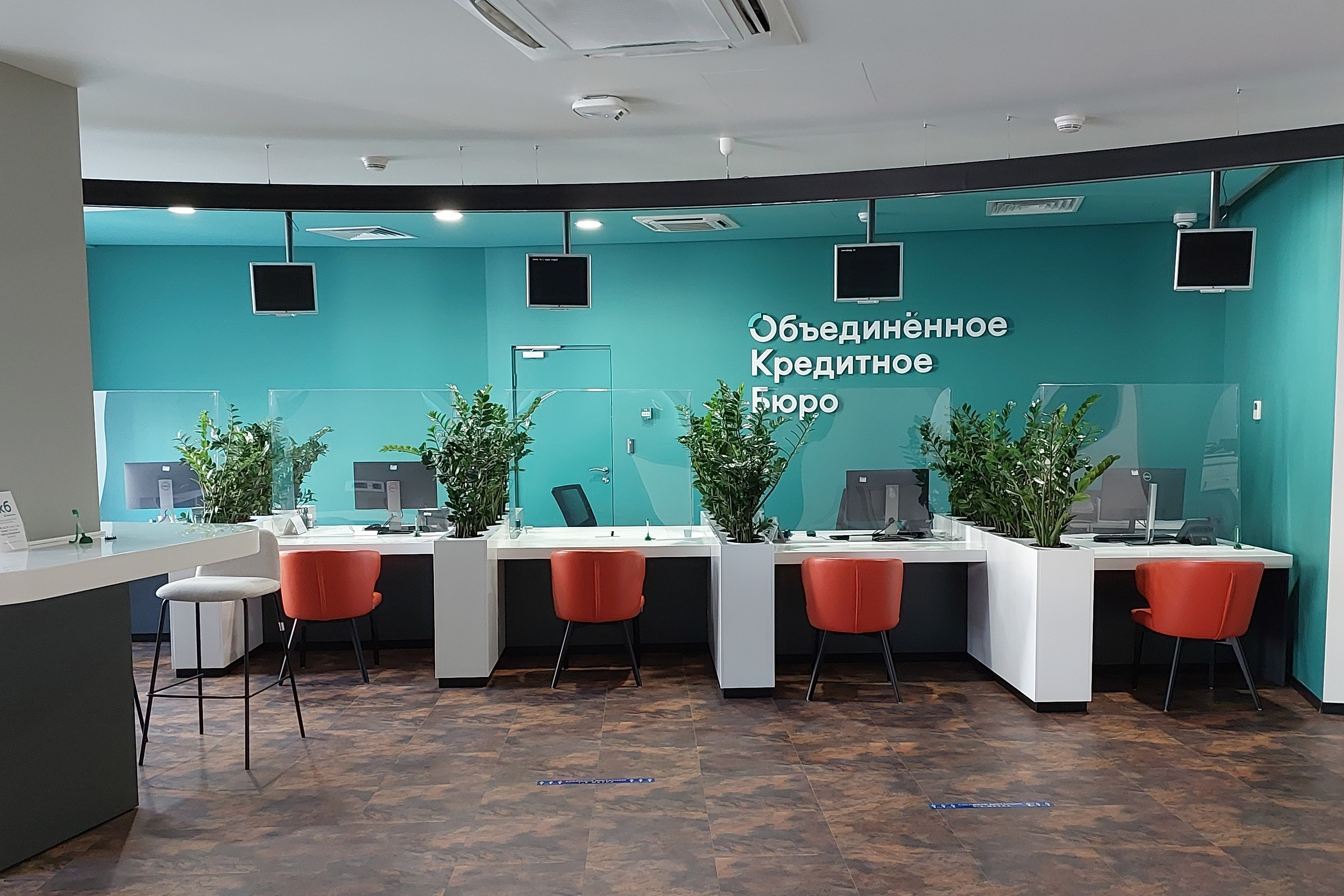
Клиентский зал компании в офисе на Шлюзовой набережной д. 4 в Москве

В 2014 году запущен сервис «Бенчмаркинг», позволяющий банкам сравнивать метрики своего кредитного портфеля с метриками других участников рынка, а также общей ситуацией в отрасли. Открыт специализированный офис для обслуживания физических лиц. В 2015 году ОКБ начинает предоставлять кредитный отчеты для населения онлайн. Запущен продукт, предоставляющий страховым компаниям скоринговые баллы физлиц. Запущен сервис по предоставлению кредитных отчетов физических и юридических лиц через сервис СПАРК-Интерфакс.
В 2016 году запущен онлайн-сервис для населения «Кредитная история», доступный для пользователей Сбербанк Онлайн. В 2017 году ОКБ вошло в топ российских бюро кредитных историй по объему базы данных.
В 2019 году ОКБ и Интерфакс разработали систему оценки кредитных рисков малого и среднего бизнеса. В 2020 году запущен онлайн-сервис для бизнеса «Кредитные истории», доступный в «Сбербанк Бизнес Онлайн». В том же году бюро открыло новый офис для обслуживания физлиц, а также сменило юридическую форму на АО «Объединенное Кредитное Бюро».
В 2021 году бюро получило статус квалифицированного бюро кредитных историй, что позволило ему оказывать кредиторам новую услугу — предоставлять сведения о среднемесячных платежах потенциальных заемщиков, которые необходимы для расчета показателя долговой нагрузки. Также ОКБ разработало новую систему процессинга кредитных историй, а размер базы данных о выданных кредиторами займов и кредитов превысил 500 млн записей.
В 2021 году ОКБ запустило онлайн-платформу по предоставлению кредитных историй физическим лицам под названием «Кредистория».

## Деятельность
База бюро на начало 2022 года содержит более 550 млн записей о кредитах и займах, выданных приблизительно 90 млн россиянам. В число клиентов Объединенного Кредитного Бюро входит более 600 банков, МФО и страховых компаний.
Помимо выдачи банкам и юридическим лицам кредитных историй, ОКБ предоставляет сервисы для кредитных организаций по оценке кредитных рисков, управлению кредитным портфелем и противодействию мошенничеству.
Кредистория предоставляет физическим лицам кредитный отчет и кредитный рейтинг, на основе которого пользователь сможет узнать вероятность одобрения кредита. Также на платформе доступен сервис уведомлений, который позволяет получать сообщения об изменениях в кредитной истории.